# Sankt Peter-Freienstein
Sankt Peter-Freienstein là một đô thị thuộc huyện Leoben bang Steiermark, nước Áo. Đô thị Sankt Peter-Freienstein có diện tích 27,35 km², dân số thời điểm cuối năm 2008 là 2489 người.